# Seawar
Seawar is een computerspel dat werd ontwikkeld door Cees Kramer van Radarsoft. Het spel kwam in 1984 uit voor de Commodore 64. Het actiespel is van het type Shoot 'em up. Het spel was beschikbaar in de talen Nederlands en Engels. Er zou ook een Duitse versie zijn, maar deze is volgens GameBase 64 nooit uitgebracht.